# Ásó, kapa, nagyharang
Az Ásó, kapa, nagyharang (Getting Married Today) a Született feleségek (Desperate Housewives) című amerikai filmsorozat hetvenedik epizódja. Az Amerikai Egyesült Államokban először az ABC (American Broadcasting Company) adó sugározta 2007. május 20-án.

## Az epizód cselekménye
Egy nap váratlan vendég érkezik a Lila Akác közbe. Lynette aggódó édesanyja állít be - aki valahogyan értesült a lánya betegségéről -, és a segítségét ráerőszakolja a családra. Ráadásul még a gyógykezelésekhez szükséges tízezer dollárt is tőle kapják meg. Amikor Carlos megtalálja a fogamzásgátlót Edie táskájában, azonnal faképnél hagyja őt. Gabrielle eközben boldogan készül az álomesküvőjére, ám a szertartás után jön csak rá, hogy hatalmas hibát követett el… Bree egy meglepetéssel tér vissza, Susan és Mike pedig szokatlan helyszínt választanak arra, hogy örök hűséget fogadjanak egymásnak.

## Mellékszereplők
- Mike Farrell - Milton Lang
- Kathryn Joosten - Mrs. Karen McCluskey
- Rachel Fox - Kayla Huntington
- K Callan - Ilene Britt
- Polly Bergen - Stella Wingfield
- John Slattery - Victor Lang
- Pat Crawford Brown - Ida Greenberg
- Ridge Canipe - Danny Farrell
- Steve Tyler - Pap

## Mary Alice epizódzáró monológja
- A narrátor, Mary Alice monológja az epizód végén így hangzik (a magyar változat alapján):

"Család. Nincs is ennél fontosabb. A családunk az, aki megjelenik, ha bajban vagyunk. Aki ösztönöz, hogy sikeresek legyünk. Aki híven őrzi a titkainkat. De mi van azokkal, akiknek nincsen családjuk, amire támaszkodhatnak? És mi történik azokkal az elcsigázott lelkekkel, akiknek nincsenek szeretteik, akik melléjük állnának a szükség idején? Nos, a legtöbbjük megtanul egyedül járni az élet rögös útján. De néhány szerencsétlen egyszerűen feladja a küzdelmet."

## Érdekesség
- Ez a harmadik évad záróepizódja, és egyben az első szezonfinálé, aminek a végén nem az volt a fő kérdés: "Mi lesz Mike-kal?" Hiszen az első évad utolsó részében (Egy szép napon…) Zach Young várt rá egy megtöltött pisztollyal, hogy végezzen vele; a második évad fináléjában (Emlékezz!) pedig Orson Hodge gázolta el a férfit, és csak a harmadik évad nyitóepizódjában (Eső kopog a tetőn) derült ki, hogy túlélte a merényletet.
- Ez az első évadfinálé, amiben Mary Alice Young nem látható.
- A Bree Hodge-ot alakító Marcia Cross a harmadik évad elején el kellett rejtse ikerlányaival való terhességét. A 15. rész (Az utolsó pillanatban) forgatása alatt már ágyhoz volt kötve, ezért sem láthattuk Bree-t ágyon kívül abban az epizódban. Azonban a negyedik évad elején épp hogy terhességet kell eljátszania, Bree új történeti szála miatt.
- A Hazatérés című epizód végén a zárónarráció utolsó mondata így hangzik: "A családon kívül az ég világon nincs fontosabb." Ennek az epizódnak a végén ez a tézis kerül kifejtésre ugyancsak a narrátor, Mary Alice Young által.

## Epizódcímek szerte a világban
- Angol: Getting Married Today (Megházasodni ma)
- Francia: Quand la mere se montre (Amikor az anya megjelenik)
- Német: Hochzeitsfieber (Esküvői láz)
- Olasz: Oggi Sposi (Ifjú házasok)
- Spanyol: Hoy nos casamos (Ma kelünk egybe)
- Cseh: Dziś jest mój ślub (Ma van az esküvőm)